# IHIインフラ建設
株式会社IHIインフラ建設（アイ・エイチ・アイ インフラ けんせつ）は、東京都江東区に本社を置く、橋梁の建設や水門・鋼橋の補修を手がける建設会社。IHIインフラシステムの子会社（IHIの孫会社）。
元々はIHIのメンテナンス担当部門だったが、2011年の合併・事業譲受で、プレストレスト・コンクリート橋の建設も担うことになり、橋梁を中心とした建設会社となっている（ただし鋼橋はメンテナンスが中心）。

## 沿革
- 1987年10月 - 石川島播磨重工業（当時）の橋梁・水門のメンテナンス部門を分離統合し、株式会社イスミックとして創業。
- 2010年1月 - クリモトテクノス（栗本鐵工所のメンテナンス担当子会社）から水門メンテナンス事業を譲受。同年3月には橋梁メンテナンス事業も譲受し、同社の建設部門と事実上事業統合。
- 2011年10月 - 松尾橋梁（現・IHIインフラシステム）のメンテナンス部門子会社である松尾エンジニヤリングと合併（簡易合併）、同時にプレストレスト・コンクリート橋建設を手がけるピーシー橋梁の事業を譲受。社名を株式会社IHIインフラ建設に変更。

## 主な施工実績
いずれもピーシー橋梁時代の実績。
- 近江大鳥橋
- 都田川橋
- 池田へそっ湖大橋[2]